# Bro bro breja

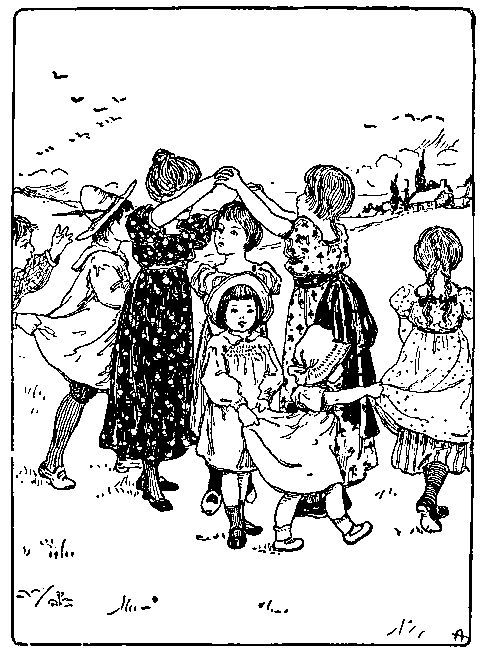
En illustration av leken.

Bro bro breja är en gammal danslek, som är spridd över hela världen, i olika versioner. Den var känd under 1600-talet. Redan under medeltiden fanns dansvisor om bron över vallgraven (bro breja = breda bron) eller stadsporten, där man kunde bli stoppad för att ge besked. Den engelskspråkiga heter London Bridge is Falling Down och har en annan melodi och text men samma rörelser.

## Lekbeskrivning
Två av deltagarna bestämmer vem av de båda som ska vara "guld" och vem som ska vara "silver", detta utan att någon av de övriga deltagarna hör vem som är vem. Man kan även välja andra motsatspar; sol eller måne, ja eller nej, hjärta eller stjärna etc.  Sedan ställer sig de två mitt emot varandra, och håller varandras händer uppsträckta så de övriga kan passera mellan dem, under deras händer, medan de sjunger:
Bro bro breja
stockar och stenar
alla goda renar
ingen kommer här fram, här fram
förrän han säger sin kärestas namn,
vad heter han (eller hon)?
eller som i Västsverige:
Bro bro bränna
klockan ringer elva
kejsaren står i sitt höga majestät
så vit som snö
så svart som sot
Faller faller krigsman
vem ska döden vinna?
det skall han som faller i den stora svarta grytan!
Samtidigt som ordet "han/hon" (eller "grytan") sjungs fäller "bropelarna" ned sina händer så en deltagare blir instängd mellan dem. Denne gungas medan man sjunger:
Har du tagit prästens sko
prästens sko, prästens sko
har du tagit prästens sko
ja eller nej?
Den infångade viskar ett av alternativen till dem som fångat in personen och ställer sig sedan bakom den person som representerar detta val. När alla blivit infångade följer en dragkamp mellan de båda sidorna. 

## Betydelse

### Goda Renar?
Enligt historikern Östen Bucht kan ordet "ren" ses som att betyda avgränsning, medan språkvetare har - i funktion om inte ordagrann mening - översatt ren till bro. En parallell kan ses i floden Rhen, som avgränsade romerska områden från de Frankiska rikena. 
Med "goda renar" menas alltså, baserat på det övriga sammanhanget, sannolikt inte djuret ren - utan någon typ av avgränsning.
Eftersom ramsan och leken anspelar på att någon är hindrad från att fortsätta förbi, kan "stockar och stenar, alla goda renar" alltså betyda någonting i stil med, "både stockar och stenar kan visa gränsen fullgott [vilken du inte får träda över innan du förhörts]".

### Breja?
Enligt Anna Westerberg på Dialekt- och Folkminnesarkivet i Uppsala tycks "breja" vara en dialektal böjning av "breda", då det i äldre nedskrivna versioner av ramsan står just "breda". 
Med andra ord, kan visan i sin första tappning tolkas som exempelvis,
"Den breda bron, som leder förbi mur av stock och sten, kommer du inte över förrän du bekänt allt, till-och-med vem du håller hemligt kär".
Den höjda säkerheten vid (troligtvis utgången) till någon typ av stad eller område tycks bero på att någon stulit av prästen - en mäktig man under den tid då ramsan kom till.

## Publikation
- 1977 – Hallberg Lisa, Hallin Bertil, red. Barnvisboken. När-Var-Hur-serien, 99-0106773-1. Stockholm: Forum. Libris 8350490. ISBN 9137066757 (som "Bro bro brea", angiven "Trad.")
- 1984 – Gren Katarina, Nilsson Birger, red. Barnvisor och sånglekar [till enkelt komp]. Mölndal: Lutfisken. Libris 7792078. ISBN 9197065919 (både "Bro bro Bränna" och "Bro bro Breja")
- 1999 – Palm Anders, Stenström Johan, red (1999). Barnens svenska sångbok. Stockholm: Bonnier. Libris 8345222. ISBN 9100570508 (under rubriken "Sång med lek och dans")